# Rien qu'une fois
Singles de Keen'v
Un monde meilleur
(2015) Celle qu'il te faut
(2016)
Rien qu'une fois est le troisième extrait musical du chanteur Keen'v sorti en 2015.
Le tournage du clip s'est déroulé à Prague en République tchèque.

## Classement par pays
| Classement (2015)                       | Meilleure position |
| --------------------------------------- | ------------------ |
| Belgique (Wallonie Ultratop 50 Singles) | 9                  |